# スーパー安心パック
スーパー安心パック（スーパーあんしんパック）とは、ソフトバンク株式会社のSoftBankブランド利用者向けの有料オプションサービス。

## 沿革
2006年10月23日（MNP導入前日）にゴールドプラン・オレンジ/ブループランと同時に発表された、新規導入のアフターサービスの名称。各プランと同様、2006年10月26日よりサービス開始となった。
2007年10月1日以降、新しいアフターサービス施策「あんしん保証パック」のサービス開始に伴い、新規加入を停止している。
なお、2008年8月以降、スーパー安心パックの契約者には個別にSMSを送信し、スーパー安心パックの契約内容が変わったことを通知され、契約内容変更後のスーパー安心パックで継続するか、あんしん保証パックに変更するか意思確認が行われる。回答のない契約者は、11月以降に契約内容変更後のスーパー安心パックが適用される。

## 概要
- 「ソフトバンクアフターサービス（2006年10月1日「ボーダフォンアフターサービス」から改称）」の後継サービスでサービス内容の充実が図られているが価格は値上げされている。
- 初めて新スーパーボーナスで携帯電話機を購入するとスーパー安心パックが最大3ヶ月無料で標準提供される。無料期間が終わった後は解除可能であるが、解除後6ヶ月間は再入会不可となるため、解除して無料とするとSAFETYリレーサービスが受けられない期間が発生するデメリットがある。
- 新スーパーボーナスを利用して端末購入する場合を除いて、スーパー安心パックの加入には申し込みが必要。
- スーパー安心パックに加入していない場合でも、故障あるいは盗難、紛失、全損、水没などのトラブルが発生してからスーパー安心パックに加入して、WIDEメンテナンスサービスやSAFETYリレーサービスを受けることができる（スーパー安心パック退会から6ヶ月経過していない場合を除く）。

## サービス内容
1. 月額498.75円（税込み）
2. UPグレード割引
　機種変更の度に3,150円（税込み）の割引
  - 新スーパーボーナス用販売価格で且つ割賦による購入の場合は3,000円分（税込3,150円分）のポイント
  - 新スーパーボーナス用販売価格で且つ一括購入の場合、もしくは新スーパーボーナス用販売価格以外で購入の場合は店頭価格より3,000円（税込3,150円分）を割引
3. SAFETYリレーサービス
盗難、紛失、全損、水没などのトラブルで同一機種に手ごろな会員価格で購入できる。会員価格は店に確認する必要がある。なお、分割払いを利用して購入した電話機が盗難や全損にあった場合、その分割支払いは免除されない。SAFETYリレーサービスは一度使うと6ヶ月は使えなくなる。
4. WIDEメンテナンスサービス
  - 外装破損を含む故障時（水没及び全損を除く）の修理価格が100%OFF（無料）。
  - 外装破損時の外装交換費用の80%割引(2008年11月1日に改訂)。なお、従来はWIDEメンテナンスサービスの一環として、無償交換（適用は６ヶ月に１回に限る）が可能であった。関東地方での割引前外装交換費用は、2008年8月時点で、2G 4,200円、3G 6,300円である。
  - ※2008年8月-10月までの間は再通知期間として外装交換を一時的に無料にすることを発表した。
5. 毎月税抜100円相当のソフトバンクポイントをプレゼント(2014年7月請求分以降も、Tポイントではなく、従来のソフトバンクポイントが付加される)
6. 電池パック無料サービス
1年以上同一の機種を利用し、かつ1年以上「スーパー安心パック」に加入の場合、1機種につき電池パック1個、無料で進呈
7. 解除後、半年は再入会不可。

旧「ソフトバンクアフターサービス」との違いは以下
1. WIDEメンテナンスサービスの修理価格が90%OFF→100%OFF
2. 電池パック無料サービスが追加
3. プレゼントのポイントが毎月147円相当から105円相当
4. 月額315円→498.75円

## 国民生活センターによる注意喚起
2007年11月1日付けで外装破損時の外装交換費用が無料から80%引きに変更された。この際の契約者への周知徹底が図られなかったこと、また、契約者に不利な契約内容に一方的に変更したことから、国民生活センターはソフトバンクモバイルに対して要望書を提出。周知徹底を求めるとともに、消費者に対して注意喚起を行った。
これを受けてソフトバンクモバイルは、周知の不徹底を認め、2007年11月から2008年7月までに外装交換費用を請求された契約者に返金を行い、2008年8月から10月までの間、外装交換サービス利用料を無料とすることを発表した。
また再度この件で問題が起きた為、国民生活センターは、保証サービスの内容の変更について契約者に十分に周知していなかったこと、「スーパー安心パック」契約者に対し一方的に制限するという不利益的な変更であることがわかった。
これを受けソフトバンクモバイルは、「スーパー安心パック」契約者への事前告知が不十分を認め、契約者への再周知、「あんしん保証パック」を新たに契約するか否かについて個々の契約者に意思確認すること。を併せて、常に受領した外装交換費用を返金するなどの対応をすること、また以下のことも約束した。
1.「スーパー安心パック」の契約者には、今後とも「スーパー安心パック」契約時に締結した契約内容である外装交換の無償対応を保証すること
2.当初の契約内容を変更するのであれば、「スーパー安心パック」契約者に対して、「あんしん保証パック」を適用することを十分に個別に周知し、契約内容の変更に係る同意を得ること